# Leon Pfannenmüller
Leon Pfannenmüller (* 1986) ist ein deutscher Schauspieler.

## Leben
Seit 2004 tritt Pfannenmüller mit David Necchi und dem CyclownCircus auf. Im Jahre 2006 arbeitete er am ROG-Theater Ljubljana und 2006/07 an der Karmanoia-Bühne in der Mainzerstr.5, Berlin-Neukölln.
Von 2008 bis 2012 studierte er an der Akademie für Darstellende Kunst Baden-Württemberg in Ludwigsburg. In Nuran David Çalış' Verfilmung von Frank Wedekinds Frühlings Erwachen von 2009 spielte er die Hauptrolle Moritz. Zu dieser Zeit war er als Leon A. J. Pfannenmüller bekannt. Im Jahre 2011 fand ein Gastschauspiel u. a. am Thalia Theater Hamburg statt.
Seit September 2012 ist Pfannenmüller festes Mitglied im Ensemble des Münchner Volkstheater. Seit 2014 produziert er dort gemeinsam mit Jakob Schreier und Bulgan Molor-Erdene die Die große Schau.
2017–2022 arbeitete Pfannenmüller am Theaterhaus Jena.

## Filmografie
- 2009: Personenschäden (Kurzfilm)
- 2009: Frühlings Erwachen
- 2011: Border Times/Bosnian Chaplin Crosses The Border (Kurzfilm)
- 2011: Sonntagsmörder (Kurzfilm)
- 2011: Mit Haut und Haaren (Kurzfilm)
- 2012: Killing All The Flies
- 2014: Agnieszka
- 2014: Die Rosenheim-Cops – Eine Leiche zum Bier
- 2015: Die Maßnahme (AT: Roland und der Wolf)
- 2017–2018: Dahoam is dahoam

## Theater
- 2011: Orlando (Thalia Theater Hamburg)
- 2012: Dantons Tod (Münchner Volkstheater)
- 2012: Gegen die Wand (Gostner Hoftheater)
- 2013: Roberto Zucco (Münchner Volkstheater)
- 2013: Julius Caesar (Münchner Volkstheater)
- 2013: Ghetto (Münchner Volkstheater)
- 2014: Das Wintermärchen (Münchner Volkstheater)
- 2014: Kinder der Sonne (Münchner Volkstheater)
- 2015: Caligula (Münchner Volkstheater)
- 2015: Fuck off, Amerika! (Münchner Volkstheater)
- 2015: Handbuch für den Neustart der Welt (Münchner Volkstheater)
- 2016: Tage der Dunkelheit (Regie: Sankar Venkateswaran)
- 2018: Der thermale Widerstand (Theater Bozen)